# Myrsine borneensis
Myrsine borneensis är en viveväxtart som beskrevs av Rudolph Herman Scheffer. Myrsine borneensis ingår i släktet Myrsine och familjen viveväxter. Inga underarter finns listade i Catalogue of Life.